# Nicolae Simatoc
Nicolae Simatoc, conocido en España y Australia como Szegedi, (nacido el 1 de mayo de 1920 en Grimăncăuți (Briceni), Reino de Rumania - fallecido el 11 de diciembre de 1979 en Sídney, Australia) fue un futbolista rumano. Jugaba de centrocampista y su primer club fue el Ripensia Timișoara.

## Carrera
Comenzó su carrera en 1938 jugando para el Ripensia Timișoara. Jugó para el club hasta 1941. En ese año se fue al Carmen București. Estuvo en ese club hasta 1942. En ese año se fue al CA Oradea, en donde estuvo hasta el año 1945. En ese año regresó al Carmen București, club que abandonó definitivamente en 1947. En ese año se fue a Italia para sumarse al Inter de Milán. Jugó hasta 1949. En ese año se pasó al Brescia Calcio, en donde estuvo jugando hasta 1950. En ese año se pasó al Hungaria FbC Roma. En ese año se fue a España para jugar en el FC Barcelona, en donde estuvo hasta 1952. En ese año se pasó a las filas del Real Oviedo, en donde se retiró en 1953.

## Selección nacional
Ha sido internacional con la Selección de fútbol de Rumania entre 1940 y 1946.

## Clubes

### Como jugador
| Club               | País    | Periodo   |
| ------------------ | ------- | --------- |
| Ripensia Timișoara | Rumania | 1938-1941 |
| Carmen București   | Rumania | 1941-1942 |
| CA Oradea          | Rumania | 1942-1945 |
| Carmen București   | Rumania | 1945-1947 |
| Inter de Milán     | Italia  | 1947-1949 |
| Brescia Calcio     | Italia  | 1949-1950 |
| Hungaria FbC Roma  | Italia  | 1950      |
| FC Barcelona       | España  | 1950-1952 |
| Real Oviedo        | España  | 1952-1953 |

### Como entrenador
| Club                   | País      | Periodo   |
| ---------------------- | --------- | --------- |
| UE Lleida              | España    | 1959-1960 |
| CE Sabadell            | España    | 1960-1961 |
| AEL Limassol           | Chipre    | 1962-1963 |
| St. George Budapest SC | Australia | 1963-1964 |
| Polonia North Side     | Australia | 1966-1967 |

## Libros
- Octavian Țîcu, Boris Boguș: Nicolae Simatoc (1920-1979) – Legenda unui fotbalist basarabean, de la Ripensia la FC Barcelona, Cartdidact (Chişinău) 2013. ISBN 978-9975-4462-1-1
- Tamás Dénes, Mihály Sándor, Éva B. Bába: A magyar labdarúgás története II. - Proikorszak vb-ezüsttel (1926–1944), Campus Kiadó (Debrecen). ISBN 978-963-9822-11-2
- Andrew Dettre: Silver Jubilee of St. George Budapest, Sydney, 1982

- Datos: Q749346
- Multimedia: Nicolae Simatoc / Q749346